# Front Farabundo Martí voor Nationale Bevrijding

Vlag van de partij

Het Front Farabundo Martí voor Nationale Bevrijding (Spaans: Frente Farabundo Martí para la Liberación Nacional, FMLN) is een socialistische politieke partij en voormalige guerrillabeweging in El Salvador.
Het FMLN werd in 1980 gevormd als samenvoeging van verschillende communistische en revolutionair socialistische organisaties tijdens de burgeroorlog in El Salvador die in 1979 begon. De samenvoeging van deze bewegingen zou in 1979 mogelijk zijn gemaakt door Fidel Castro, die onderhandelingen in Havana organiseerde. Desalniettemin bestonden binnen het FMLN vaak grote meningsverschillen over de te volgen koers. De beweging dankt haar naam aan Augustin Farabundo Martí, een rebel die in 1932 een boerenopstand leidde tegen de dictator Maximiliano Hernández Martínez en dat met zijn leven moest bekopen. In 1981 begon de beweging haar eerste grote offensief, waarbij het erin slaagde grote delen van de departementen Morazán en Chalatenango in te nemen, die het de rest van de oorlog zou controleren. De regering zette een tegenoffensief in, waar vooral de bevolking slachtoffer van werd. Vooral door de inzet van extreemrechtse doodseskaders kwamen tienduizenden Salvadoranen om het leven. In 1989 nam het FMLN delen van de hoofdstad San Salvador in, maar werd na bombardementen van het regeringsleger verdreven. In 1992 werd de vrede van Chapultepec getekend, waarbij het FMLN de wapenen neerlegde en werd omgevormd tot een politieke partij.
Het FMLN was lange tijd de tweede partij achter de rechts-conservatieve Nationalistische Republikeinse Alliantie (ARENA). In 2009 werd de partij de grootste in het Congres en won zij met Mauricio Funes voor het eerst het presidentschap. Funes was tevens de eerste FMLN-presidentskandidaat die niet had meegevochten tijdens de burgeroorlog. De huidige president Nayib Bukele is uit het FMLN afkomstig.
Het radiostation Radio Venceremos was de spreekbuis van de bevrijdingsbeweging.